# Арць
Арць, Арці (рум. Arți) — село у повіті Алба в Румунії. Входить до складу комуни Шугаг.
Село розташоване на відстані 243 км на північний захід від Бухареста, 37 км на південь від Алба-Юлії, 115 км на південь від Клуж-Напоки.

## Населення
За даними перепису населення 2002 року у селі проживали 307 осіб, з них 306 осіб (99,7%) румунів. Усі жителі села рідною мовою назвали румунську.